# Coming Soon
Pour les articles homonymes, voir Coming Soon (homonymie).
Coming Soon est un groupe français d'indie pop, originaire d'Annecy, en Rhône-Alpes. Après avoir publié un premier EP, The Escort, en 2007, le groupe sort un premier album, New Grids, en 2008. S'ensuivent Ghost Train Tragedy (2009), Dark Spring (2012), et Tiger Meets Lion (2014).

## Historique

### Débuts (2005–2008)
Le groupe, originaire d'Annecy, se forme en 2005 autour d'un trio (Leo, Ben et Billy). Il se compose ensuite de sept membres (Charles-Antoine Bosson, Léonard Garnier, Benjamin Garnier, Alexandre Le Hong, Guillaume Bosson, Marie-Agnès Ferchaud et Caroline Charre, alias respectivement Howard Hughes, Leo Bear Creek, Ben Lupus, Alex Banjo, Billy Jet Pilot, Mary Salomé et Caroline van Pelt), puis de six : en 2009, Caroline van Pelt semble avoir quitté la formation  mais est quand même présente sur leur dernier album en tant que guest.`Le membre le plus jeune est Leo Bear Creek, âgé de quinze ans quand sort le premier album du groupe. Le membre le plus vieux, Howard Hughes, en a vingt six à la même époque.

### Premiers albums (2008–2012)
Le groupe est très influencé par la musique américaine et la scène anti-folk. Ils chantent leurs textes en anglais. En 2007, Coming Soon signe sur le label Kitchen Music. Le premier EP, The Escort sort cette année-là.
Leur premier album, New Grids, sort le 4 février 2008, accompagné d'un single Big boy. Certains de ces membres ont participé au groupe Antsy Pants avec Kimya Dawson, présent sur la bande-originale du film américain Juno avec les morceaux Vampire et Tree Hugger. Ils ont également participé aux albums de Stanley Brinks (ex Herman Düne). Ils font la première partie de Dionysos le 3 novembre 2008 au Zénith de Paris et ouvrent le Festival des Inrocks à l'Olympia le 12 novembre 2008. Howard Hughes sort son premier disque solo, O Make Me a Mask en janvier 2009. En 2009, ils participent à Miss Météores, le troisième album d'Olivia Ruiz et enregistrent une version de Private Tortures en duo avec Étienne Daho, parue dans l'album Daho Pleyel Paris.
Leur deuxième album Ghost Train Tragedy sort le 7 septembre 2009. Plus rock, plus fin, l'album est très bien reçu par la critique . Le 21 mars 2011 sort B-Sides and Rarities vol.1, EP regroupant 6 titres non parus en album. Construit sur le même principe, B-Sides and Rarities vol.2 suit le 25 avril 2011. En 2011, Coming Soon collabore avec le metteur en scène Bruno Geslin. Ils créent ensemble le spectacle Dark Spring d'après Sombre Printemps de Unica Zürn. En 2012 ils sortent la bande son du spectacle.

### Tiger Meets Lion(depuis 2013)
En 2013, Coming Soon (de retour à la formation d'origine - Ben Lupus, Alexander Van Pelt, Leo Bear creek, Billy Jet Pilot et Howard Hughes) entrent en studio. Ils collaborent pour l'album Tiger Meets Lion avec Scott Colburn (Animal Collective, Arcade Fire, Prince Rama).
En 2016, les membres du groupe accompagnent Adam Green (guitares, basse, clavier, batterie) pour sa tournée européenne (Aladdin Tour). En 2018 sort l'EP Dreaming of You.

## Discographie

### Albums studio
- 2008 : New Grids
- 2009 : Ghost Train Tragedy
- 2012 : Dark Spring
- 2014 : Tiger Meets Lion
- 2018 : Sentimental Jukebox

### EP
- 2006 : The Escort
- 2009 : Love In the Afternoon
- 2011 : B-Sides and Rarities vol. 1, vol. 2, vol. 3
- 2013 : Disappear Here
- 2015 : Sun Gets In
- 2018 : Dreaming of You

### Autres
- 2009 : Participation à Miss Météores (album d'Olivia Ruiz)
- 2011 : Reprise de For You sur l'album Jacno Future, hommage à Jacno